# Älvlöpare
Älvlöpare (Pelophila borealis) är en skalbaggsart som beskrevs av Gustaf von Paykull. Älvlöpare ingår i släktet Pelophila och familjen jordlöpare. Arten är reproducerande i Sverige. Inga underarter finns listade i Catalogue of Life.

## Bildgalleri

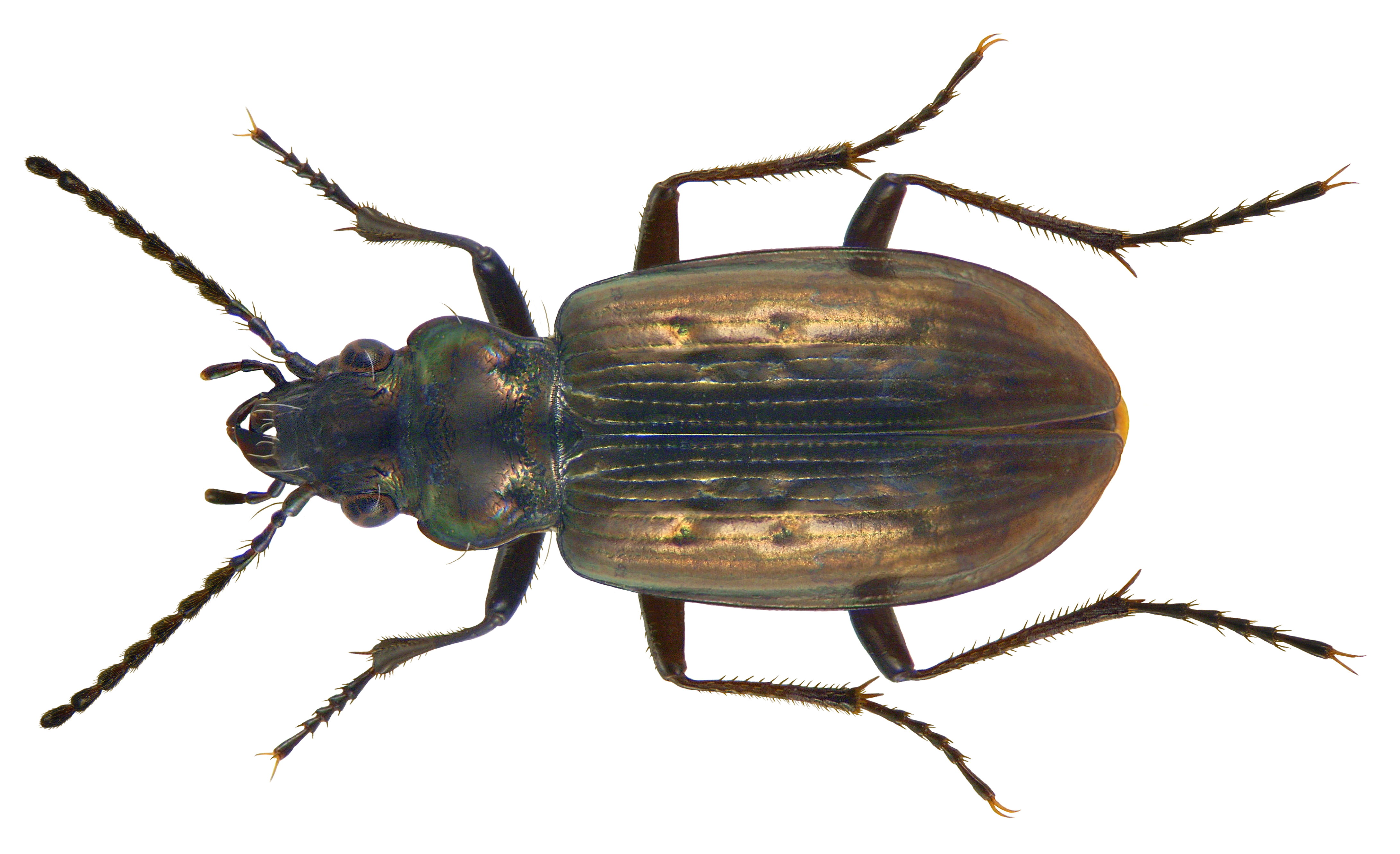